# Kuriren (Uddevalla)
Kuriren var en dagstidning i Uddevalla. Utgivningsperioden var från den  25 november 1921 i Uddevalla och den fullständiga titeln var Kuriren / Socialdemokratiskt organ för Bohuslän och Väst-Sverige, undertiteln föll bort 1941. 

## Historik
Tidningens föregångare hette  Lysekils-Kuriren som  startades 8 juni 1901. Föregångaren Lysekils-kuriren hade ett sviktande underlag vilket gjorde att tidningen flyttade med tryckeri och allt till Uddevalla i oktober 1921. Förlaget i Uddevalla hette först E.F. Larssons boktryckeri. Enligt Pressens Tidning var E. F. Larssons boktryckeri utgivare under ett års tid.
Den 23 mars 1963 kom det sista numret som självständig tidning. Från den 25 mars slogs den ihop med Ny Tid till Ny Tid med Kuriren,  alltså var Kuriren en edition till Ny Tid. Utgivningen upphörde i praktiken vid slutet av 1963, även om tidningen fanns kvar som edition till 22 januari 1965. Efter 1963 har Kuriren-inslaget i Ny Tid med Kuriren varit sporadiskt eller obefintligt, men var fortfarande namnet i utgivningsbeviset fram till 2006, då Kuriren även formellt togs bort ur tidningsnamnet. Uddevalla-editionen hade enbart Kuriren som namn på tidningen, men större delen av tidningen var gemensam. Ny Tid med Kuriren lades ned den 31 december 1963, för att fortsätta som veckotidning, senare åter som dagstidning till den 14 juni 1966. 
Senare gjordes ett försök att starta utgivningen på nytt 1988-1993, och ett antal provexemplar gavs ut, men någon fortsatt utgivning kom inte till stånd.

## Redaktion
Redaktionsort för tidningen har Uddevalla varit hela tiden. Tidningens politiska tendens var socialdemokratisk, enligt Tollin dock socialistisk 1922-1930, därefter socialdemokratisk från 1931. Tidningen kom från starten ut tre dagar i veckan, måndag, onsdag och fredag. Från 17 maj 1927 ändrades dagarna till tisdag, torsdag och lördag. 1934 den 13 december blev tidningen sexdagars till den 31 december 1963. Från 31 januari 1964 till 22 januari 1965 kom den en gång i veckan fredagar. 
Lokalkonkurrenten Bohusläningen hade byggt nytt tidningshus klart 1942. Efter krigsslutet byggde tidningen Kuriren och 1948 var det nya tidningshuset färdigt. Under byggtiden trycktes tidningen av Bohus-Posten.
| Period                 | Ansvarig utgivare  | Period                 | Redaktör       | Kommentar                                                                   |
| 1921-11-01--1944-09-21 | Karl Emil Sahlgren | 1921-11-25--1923-12-28 | Axel Ljungberg | 1922-12-18--1923-12-28 från jubileumsartikel 1941-10-31. Titel Expeditören. |
| 1944-09-22--1963-03-24 | Frank Eriksson     | 1923-12-31--1944-08-31 | Emil Sahlgren  |                                                                             |
| 1963-03-25--1964-01-30 | Kaj Björk          | 1944-09-01--1963-03-23 | Frank Eriksson |                                                                             |
| 1964-01-31--1965-01-22 | Nils Hillén        | 1963-03-25--1965-01-22 | Nils Hillén    |                                                                             |

## Tryckning
Förlaget hette  Nya tryckeriaktiebolaget Kuriren i Uddevalla från 1922 till 24 november 1961. Därefter till 31 december 1923 Tryckeriaktiebolaget Västkusten och slutligen för veckoupplagan sista året  Aktiebolaget Kuriren. Tidningen trycktes bara med svart till i januari 1963. Sedan fanns två altternartiv fyrfärg hos Ny tids tryckeri, svart + 1 färg på annat tryckeri. Satsytan var stor hela tiden i folioformat, utom sista tiden från 31 januari 1964 till 22 januari 1965 då den var en tabloid. Typsnitt var antikva hela tiden. Sidantalet i tidningen var 4 till 12 sidor, mestadels 10-12 under 1950 och 1960-tal. Priset för tidningen var 6 kronor 1922 till 1934 och ökade till 19,50 kronor 1948. 1954 kostade tidningen 10 kronor i kvartalet och 1957 var priset 12,50 kr kvartalet. 1964 kostade veckoupplagan 20 kronor i årsprenumeration. Upplagan var 1925 3000 exemplar och 1935 4 500 exemplar. 1945 finns två skilda uppgifter 5 200 respektive 6 500 ex, det senare enligt Dagspressen i Sverige. 1955 hade upplagan ökat till 10 200 exemplar. Upplagan ökade 11 300 1959 men minskade sedan till 10 400 1963. Veckotidningen 1964 hade andra kvartalet 6 200 prenumeranter.
| Period                 | Tryckeri                               | Ort       | Tryckeriutrustning                                                    | Kommentar            |
| 1921-11-25--1923-02-16 | E.F. Larssons boktryckeri              | Uddevalla |                                                                       |                      |
| 1923-02-19--1947-02-17 | Nya tryckeriaktiebolaget Kuriren       | Uddevalla | 1934 -ny press                                                        | Tidningen 1934-12-29 |
| 1947-02-18--1948-04-01 | Bohus-postens tryckeri (byte av press) | Uddevalla | 1948 - ny rotationspress                                              | Tidningen 1948-04-02 |
| 1948-04-02--1961-11-24 | Nya tryckeriaktiebolaget Kuriren       | Uddevalla | 1951 - Ny sättmaskin, fyrdäckad Linotype-maskin av den engelska typen | Tidningen 1951-06-15 |
| 1961-11-25--1963-03-24 | Tryckeriaktiebolaget Västkusten        | Uddevalla | 1951 - En ny så kallad Super-Heidelbergare                            | Tidningen 1951-06-15 |
| 1963-03-25--1963-12-31 | Tryckeriaktiebolaget Framåt            | Uddevalla |                                                                       |                      |
| 1964-01-31--1964-12-04 | Tryckeriaktiebolaget Västkusten        | Uddevalla |                                                                       |                      |
| 1964-12-11--1965-01-22 | Risbergs tryckeriaktiebolag            | Uddevalla |                                                                       |                      |